# Ellis Parker Butler
Ellis Parker Butler (Muscatine, 5 dicembre 1869 – Williamsville, 13 settembre 1937) è stato uno scrittore statunitense.

## Biografia
Nato a Muscatine, in Iowa nel 1869 si trasferì in seguito a New York stabilendosi nel quartiere di Flushing. Qui lavorò come banchiere, dedicandosi solo part-time all'attività di scrittore. La sua carriera ha attraversato più di quarant'anni e le sue storie, poesie e articoli sono stati pubblicati in oltre 225 riviste.
È stato autore di più di 30 libri e più di 2.000 racconti e saggi, ma la sua fama è legata principalmente alla storia breve "Pigs Is Pigs" da cui sono stati tratti vari adattamenti cinematografici.
Morì a Williamsville, in Massachusetts, nel 1937 e fu sepolto nel cimitero di Flushing.

## Filmografia
- Pigs Is Pigs (1910)
- Pigs Is Pigs, regia di George D. Baker (1914)
- Lena, regia di Charles M. Seay (1915)
- Hats Is Hats
- The Model Cook
- L'uomo dal coltello a serramanico (The Jack-Knife Man), regia di King Vidor (1920)
- The Great American Pie Company
- Pigs Is Pigs, regia di Jack Kinney (1954)

## Traduzioni italiane
- Un babbo natale magro, Mattioli 1885, Fidenza 2008 traduzione di Sebastiano Pezzani ISBN 978-88-6261-040-7